# باز هم می‌خوام
«باز هم می‌خوام» (به انگلیسی:Gimme More) نام آهنگی از خواننده و آهنگ‌ساز پاپ آمریکایی بریتنی اسپیرز است که به عنوان اولین تک‌آهنگ از آلبوم خاموشی در تاریخ ۲۵ سپتامبر ۲۰۰۷ به فرمت دیجیتال دانلود به بازار عرضه شد. ترانه سرایی این کار بر عهدهٔ کری هیلسون است. این اولین ترانه‌ای است که بریتنی در آن خود را با نام «هرزه، این بریتنی است» صدا می‌کند. متن این ترانه در مورد رقص و سکس هست که اعلام می‌کند که این کار را بیشتر انجام دهد.
ترانه باز هم می‌خوام از معدود ترانه‌هایی است که بریتنی در آن علاوه بر پاپ از دنس و فولک نیز استفاده کرده‌است. نکته جالب در قسمت پایانی این ترانه صحبت‌های نیت هیلز یکی از ترانه سرایان این ترانه‌است که به عنوان پایان ترانه‌است. این ترانه مقام سوم را در بیلبورد ۱۰۰ بدست آورد. همچنین مقام پانزدهم را در بین بهترین ترانه‌های سال بدست آورد. همچنین این ترانه در بین بهترین ترانه‌های پانزده کشور از جمله کانادا قرار گرفت. بریتنی این ترانه را در مراسم ام تی وی ۲۰۰۷ اجرا کرد.